# Х. Д. Деве Говда
Хараданахали Додеговда Деве Говда (рођен 18. маја 1933) је индијски политичар који је председник партије Џаната дал (секуларна). Био је 11. премијер Индије од 1. јуна 1996. до 21. априла 1997. Претходно је био 14. главни министар Карнатаке од 1994. до 1996.
Био је посланик у 16. Лок сабхи, као представник изборне јединице Хасан у Карнатаки, и председник је партије Џаната дал (секуларна).

## Премијер
На општим изборима 1996, Индијски национални конгрес који је предводио Нарасима Рао је претрпео тежак пораз, али ниједна друга партија није освојила довољно мандата да формира владу.
Када је Уједињени фронт (конгломерација регионалних партија које нису биле део Конгреса и БЏП) одлучио да формира владу центра уз подршку Конгреса, након што је неколико других функционера одбило кандидатуру, Деве Говда је неочекивано изабран да предводи владу и постао је 11. премијер Индије. Преузео је дужност премијера Индије 1. јуна 1996. и на тој дужности остао до 21. априла 1997.